# Ferrari 458 Italia
Ferrari 458 Italia – supersamochód klasy średniej produkowany przez włoską markę Ferrari w latach 2009 – 2015.

## Historia i opis modelu

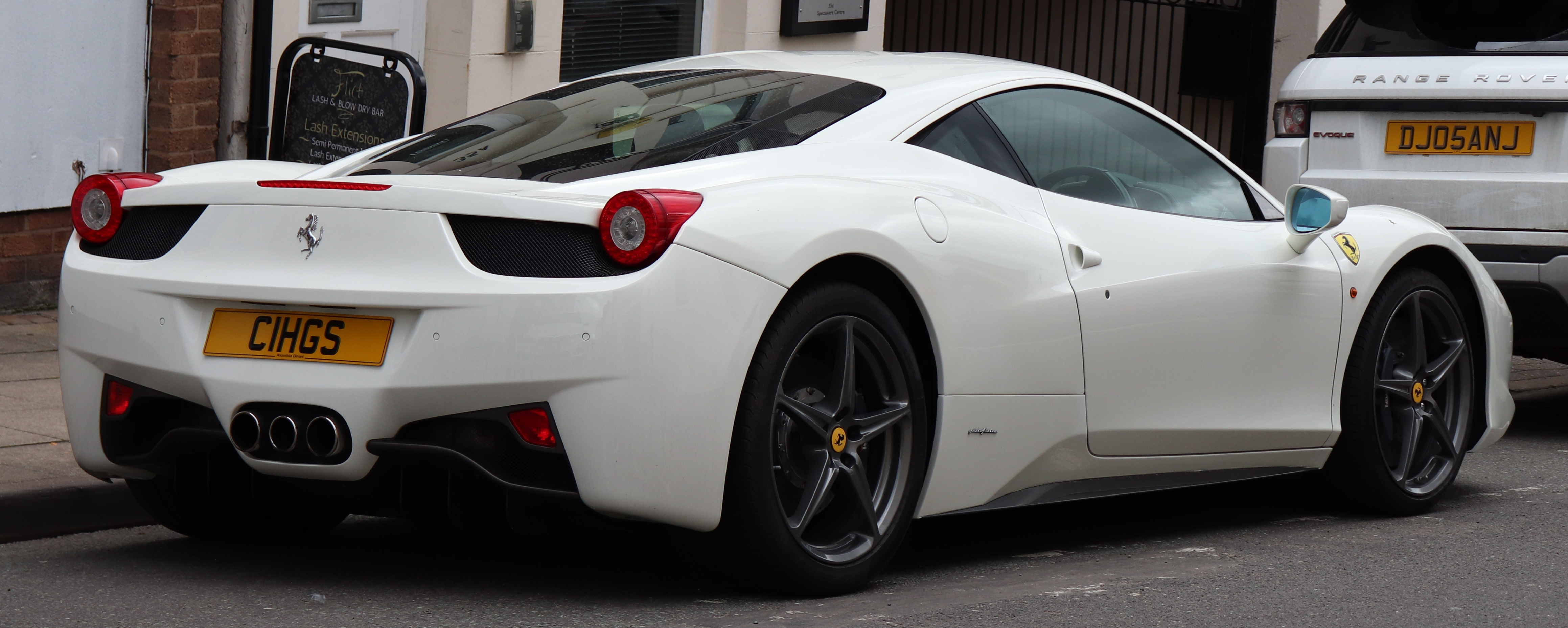
Ferrari 458 Italia - tył

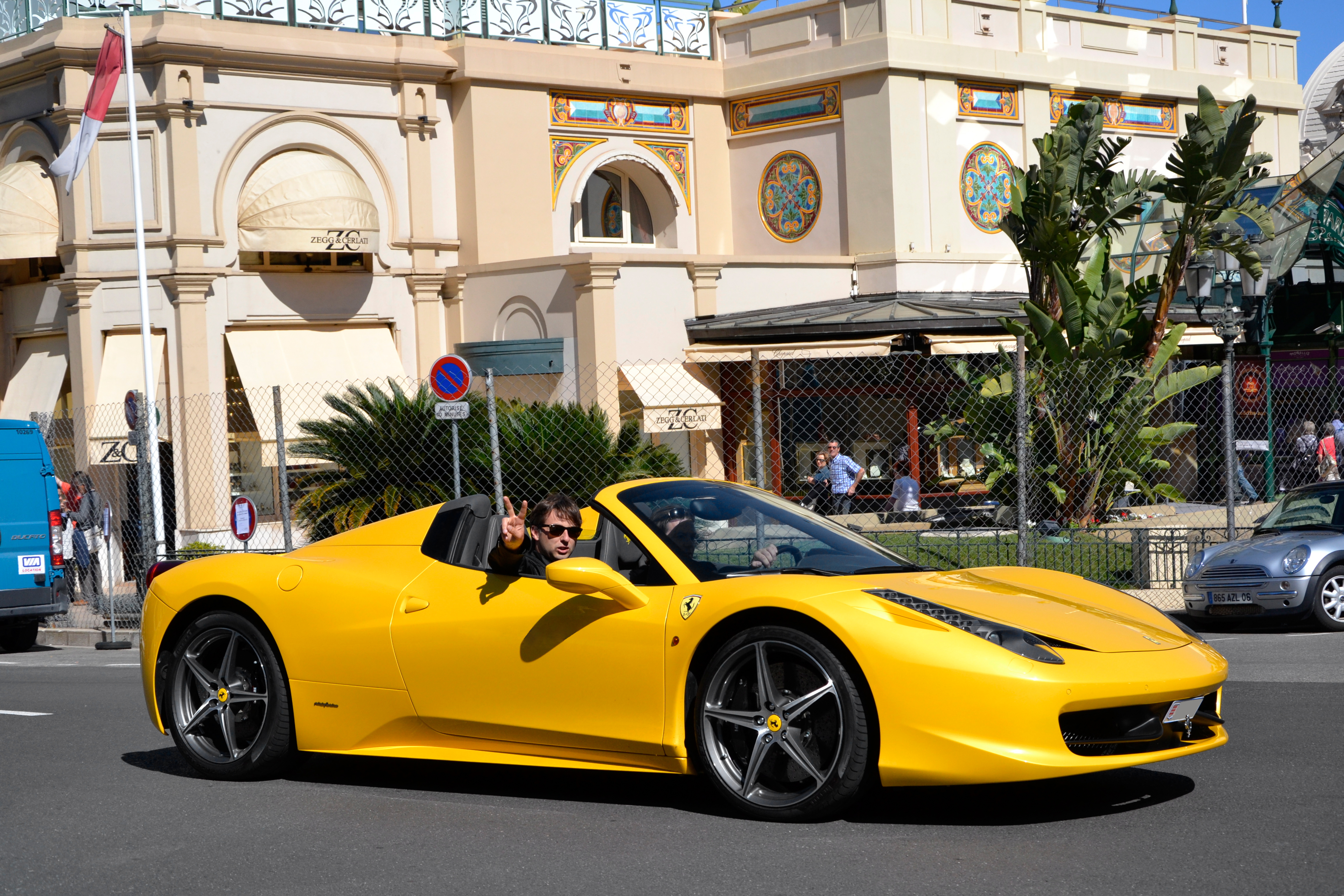
Ferrari 458 Spider

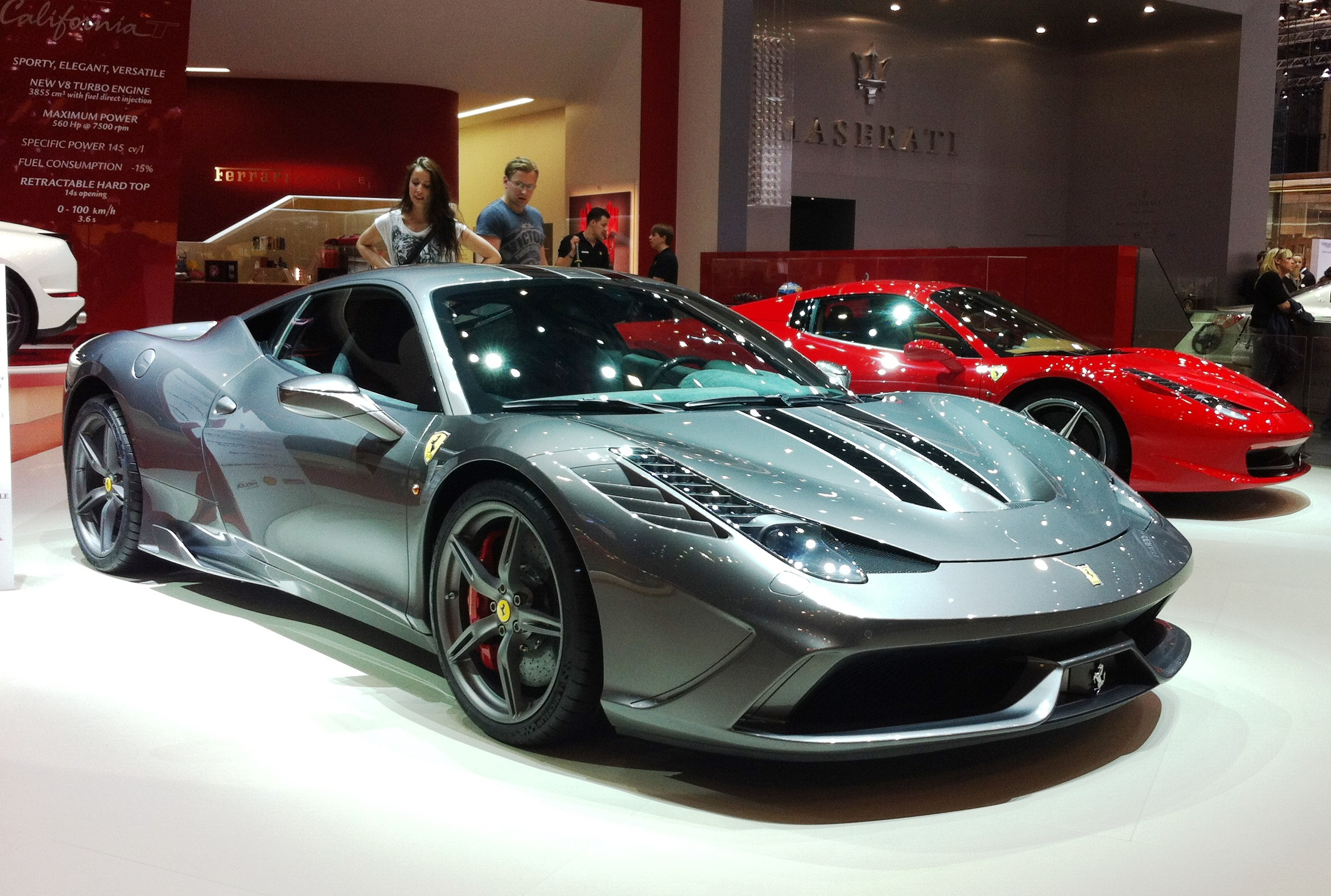
Ferrari 458 Speciale

Premiera pojazdu odbyła się w dniu 15 września 2009 na Frankfurt Motor Show 2009. Model ten jest następcą Ferrari F430. Nazwa modelu 458 tradycyjnie odwołuje się do rodzaju zastosowanego silnika – 4,5 l V8. Za stylistykę auta odpowiedzialne jest biuro Pininfariny. 
Samochód może rozpędzić się do 340 km/h i przyspiesza do 100 km/h w 3,5 s. Średnie zużycie paliwa wynosi 13,7 l/100 km, a emisja CO2 - 320 g/km.
W sierpniu 2013 roku Ferrari zaprezentowało wzmocnioną wersję auta o nazwie 458 Speciale. Silnik V8 o pojemności 4,5 l wzmocniony został do 605 KM i 540 Nm. Oznacza to, że samochód wyposażono w najmocniejszą, wolnossącą jednostkę V8, jaką kiedykolwiek zaprojektowali inżynierowie Ferrari. 458 Speciale waży 1270 kg, czyli o 90 kg mniej niż standardowa wersja 458 Italia. Do 100 km/h przyspiesza w 3,0 s, a do 200 km/h w 9,1 s. To odpowiednio o 0,4 s i 1,3 s szybciej niż 458 Italia. Na testowym torze Fiorano 458 Speciale osiąga czas 1 min i 23,5 s, czyli o 1,5 s lepszy od Italii.
W 2013 roku firma DMC wprowadziła na rynek model Estremo Edizione, który jest o 60 kg lżejszy od wersji standardowej. Zmieniono wygląd przedniej części nadwozia, która dostała nowe kanały powietrzne, splitter oraz agresywniejsze linie. Zastosowano dodatkowo liczne elementy z włókna węglowego, nową maskę, listwy progowe oraz sporych rozmiarów spojler. 
W 2011 roku samochód zdobył tytuł World Performance Car of the Year.

### Dane techniczne
| Ferrari                          | F458 Italia                                                                                                   |
| -------------------------------- | --- |
| Lata produkcji                   | 2009-2015 |
| Wtrysk paliwa                    | bezpośredni, elektroniczny sekwencyjny Bosch Motronic ME7                                                     |
| Silnik                           | V8 8-cylindrowy, 32 zaworowy (Czterosuwowy)                                                                   |
| Pojemność skok ³                 | 4499 cm³ |
| Napęd                            | tylny |
| Moc przy 1/min                   | 420kW (570 KM) @ 9000 obr/min                                                                                 |
| Max. Moment obr. (Nm) przy 1/min | (540 Nm) @ 6000 obr/min                                                                                       |
| Sprężanie:                       | 12,5:1 |
| Układ zaworów                    | DOHC, łańcuch, 4 zawory na cylinder, po dwa wałki rozrządu w każdej z głowic.                                 |
| Skrzynia biegów                  | 7-biegowa sekwencyjna z podwójnym sprzęgłem F1.                                                               |
| Rozstaw osi                      | 2650 mm |
| Wymiary D x S x W                | 4527 x 1937 x 1213 mm                                                                                         |
| Masa własna                      | 1430 kg |
| Rozmiar kół / ogumienie          | Przód: 235/35 ZR 20 Bridgestone Potenza RE050A Scuderia Tył: 295/35 ZR 20 Bridgestone Potenza RE050A Scuderia |
| Rozmiar tarcz hamulcowych        | wentylowane hamulce ceramiczne tarczowe Brembo Średnica tarcz - (Przód: Ø 398 mm / Tył: Ø 360 mm)             |
| 0-100 km/h                       | 3.5 s |
| Prędkość maksymalna              | 340 km/h |
| Hamowanie 100-0 km/h             | 34,5 m |

Auto wyposażone jest w:
- system kontroli trakcji F1-Trac
- dyferencjał o ograniczonym uślizgu, z prawie 100% blokadą rozdziału mocy
- węglowo-ceramiczne hamulce Brembo, które umożliwiają zatrzymanie auta jadącego z prędkością 100 km/h na dystansie 32,5 m (po puszczeniu pedału gazu następuje automatyczne zbliżenie klocków do tarczy zmniejszając tym samym czas od naciśnięcia pedału hamulca do zaciśnięcia się klocków)
- położony centralnie z tyłu 8-cylindrowy silnik z bezpośrednim wtryskiem
- jednostka ta rozwija moc 570 KM, osiąganą przy 9000 obr./min (127KM z 1 l pojemności), i moment 540 Nm przy 6000obr./min (80% wartości dostępne przy 3250 obr./ min)
- do przeniesienia napędu na tylną oś wykorzystywana będzie 7-stopniowa przekładnia dwusprzęgłowa firmy Getrag bezpośrednio stworzona do tego samochodu przez co charakteryzuje się bardziej sportową charakterystyką w stosunku do tradycyjnych skrzyń z dwoma sprzęgłami
- reflektory z technologią LED
- przednie wloty powietrza wyposażone w ruchome skrzydełka (technologia z F1, obecnie zakazana) zwiększające docisk w zależności od prędkości
- muskularne błotniki z wlotem powietrza które eliminuje tworzenie się ciśnienia w nadkolach samochodu
- okrągłe tylne światła LED
- trzy umieszczone centralnie chromowane końcówki rur wydechowych nawiązujące do F-40